# Масуда, Кэнто
Кэнто Масуда (яп. 増田 顕人; род. 29 июня 1973, Катори, префектура Тиба, Япония) — японский композитор, музыкант и продюсер, член Национальной академии искусства и науки звукозаписи.

## Биография

### Ранний период
Кэнто Масуда начал играть на клавишных инструментах в возрасте пяти лет. В десять лет Масуда, предпочитая сочинять свою музыку вместо исполнения стандартных репертуаров, начал принимать участие в различных конкурсах молодых талантливых музыкантов. В том же возрасте Масуда выиграл конкурс Молодёжных оригинальных произведений музыкального фонда «Ямаха».

### Ранняя музыкальная карьера
С 1990 года Масуда начал выступать в качестве музыканта компании Yamaha, исполняя классические и современные музыкальные композиции. Через год Масуда выпустил свой первый альбом Wheel of Fortune. С 1993 по 1995 годы Масуда жил в Нью-Йорке и работал в сфере музыки.
19 июня 1998 года Масуда выпустил свой сольный альбом под названием Myojyow. 26 октября 1999 года вышел новый альбом Memories. Обе пластинки были представлены в США и получили положительные отзывы. Музыкальный продюсер Рута Сепетис сделала Масуде предложение о сотрудничестве с гитаристом-виртуозом Стивом Ваем, но Масуда предпочёл остаться сольным исполнителем.

### 2000-е годы
В 2000 году Масуда основал собственную издательскую компанию и лейбл Kent on Music, Inc., а также студию звукозаписи Externalnet в Токио. Его шестой альбом Hands был выпущен 26 августа 2003 года в Лос-Анджелесе. В первом издании этого альбома Масуда использовал псевдоним «Кэнт». Альбом был представлен на музыкальной ярмарке MIDEM в Каннах.
В 2005 году Масуда подписал контракт с швейцарской музыкальной компанией JPMC Records, а также стал членом Американского общества композиторов, авторов и издателей (ASCAP). С тех пор он не использует псевдоним, а только своё настоящее имя «Кэнто Масуда». Его седьмой альбом GlobeSounds был выпущен 13 июня 2006 года.
В 2007 году музыка Масуды звучала в эфире международных радиостанций и телеканалов (MTV, BBC Music и др.). В 2009 году Масуда выпустил несколько музыкальных клипов: «So We Are», «Shine On» и документальный фильм Down to Earth, в котором повествуется о его альбомах GlobeSounds и Musical Notation and Concrete Poetry.

### 2010-е годы
Восьмой альбом Масуды Light Speed+ был выпущен 11 сентября 2010 года. После этого в Международном конкурсе авторских песен он получил «поощрительную» премию в инструментальной категории за композицию «Tree». За этим последовало «почётное упоминание» в 2012 году в той же категории.
В 2011 году Масуда написал музыку для дизайнера Ёдзи Ямамото, которая была использована во время недели моды в Париже. 26 сентября 2012 года был выпущен его первый сольный пиано-альбом All in the Silence.
16 апреля 2014 года Кэнто Масуда выпустил свой десятый альбом «Loved One», продюсерами которого стали сам Масуда и Гэри Вэнди. В записи «Loved One» участвовали музыканты Пол Мессина и Кевин Марк Сильвестр.
14 ноября 2014 года Масуда вместе с японским певцом и автором песен Хироко Цудзи, итальянским арфистом Фабиусом Констеблем, сопрано Донателлой Бортоне и арабским лютистом Гази Махулем выступили на мультикультурном концерте «5 Elements» в Милане. 6 декабря 2014 года Масуда выступил на праздновании «Monumentalis Ecclesiae Sancti Silvestri Societas» ассоциации дей Кавальери ди-Сан-Сильвестро в Тиволи.
8 февраля 2015 года Масуда принял участие в 57-й церемонии вручения наград «Грэмми» в Лос-Анджелесе. На рассмотрение были представлены четыре трека из альбома «Loved One». В том же году он был номинирован на премию Hollywood Music in Media Awards за композицию «Tree». На Global Music Awards он был удостоен серебряной медали за композицию «Addicted».
10 февраля 2019 года Масуда принял участие в 61-й церемонии вручения наград «Грэмми» в качестве представителя Национальной академии искусства и науки звукозаписи.

### 2020-е годы
В 2020 году Кэнто Масуда начал работать над новым альбомом с продюсером Гэри Вэнди. 21 декабря 2021 года Кэнто Масуда выпустил свой 11-й альбом «KENTOVERSE», продюсерами которого стали Масуда и Гэри Вэнди. В произведениях используется аудио высокого разрешения, сжатие без потерь, FLAC, например, процесс 24 бит 96 кГц для превосходного качества звука. Каждая композиция передает эмоции в сложной смеси нот, матрице ритмов и тонов. Знаменательным в этом альбоме называют композиционные элементы, связанные с масонской темой Великого Архитектора Вселенной до королевского марша дома Рюриковичей, в котором Масуда был также удостоен титула графа.
25 декабря 2022 года Масуда принял приглашение выступить на церемонии открытия новых государственных учреждений города Катори, Япония. Он дал своеобразное выступление, сольный фортепианный концерт. Утром, после церемонии открытия, Масуда выступил перед членами Палаты представителей Японии. Днем он в течение часа радовал публику подборкой своих фортепианных сочинений.
Помимо других сотрудничеств и музыкальных выступлений, Кенто Масуда вступил в партнерство с Европейским фондом поддержки культуры в Европе. В рамках этого сотрудничества он даст серию живых выступлений с композициями из своего последнего альбома Kentoverse.

## Стиль и влияние
Кэнто Масуда в интервью японскому журналу JaME рассказал, что на него повлияли Иоганн Себастьян Бах («Его музыкальная теория оказывает большое влияние на всё, даже сегодня») и Алан Менкен («Музыка фильмов Диснея таит в себе столько волшебства и всегда сулит счастливый конец»).
По словам продюсера Чарльза Эллера, «Кэнто не только художник, но и невероятный мастер музыки воображения и фантазий, которая не поддается категоризации в хорошем смысле. Его музыка имеет очень пышные, живые текстуры, определяющие сложные темы, которые развиваются в каждой завораживающей композиции».

## Звания
- 2014 — посвящён в рыцари Ордена Святого Сильвестра монсеньором Луиджи Казолини, кардиналом Ватикана[44][45].
- 2016 — посвящён в рыцари Мальтийским Орденом Рыцарей[46][47].
- 2016 — награждён титулом «Рыцарь-командор»[47][48][49].
- 2017 — посвящён в рыцари Благородного Ордена де-Сен-Жоржа-ди-Ружмона (Ружмонское братство)[47].
- 2017 — награждён международной организацией Artisan World Festival Peace International премией в области музыки, перформанса и гуманитарной помощи[47].
- 2018 — посвящён в рыцари Мальтийского ордена[46].
- 2018 — награждён бразильским правительством орденом «За заслуги в образовании и интеграции»[47][50].
- 2019 — награждён орденом династии Рюриковичей[51].
- 2019 — награждён титулом «Командир»[47][52].
- 2020 — награждён Золотой медалью Гуманистического института Национального совета в Париже, Франция[47].
- 2020 — награждён Почетной грамотой от Всемирной организацией по правам человека (входит в состав Организации Объединенных Наций)[47].
- 2022 — награждён Ганским титулом «Благородный рыцарь» Охенеба Нана Каме Обенг II-ым, присужденный Королевскому дому Сефви Обенг-Мим[47].

## Дискография

### Студийные альбомы
|    | Название           | Дата выпуска     |
| 1  | Wheel of Fortune   | 24 декабря 1992  |
| 2  | Fouren             | 14 февраля 1995  |
| 3  | MYOJYOW            | 19 июня 1998     |
| 4  | MEMORIES           | 26 октября 1999  |
| 5  | Music Magic        | 18 октября 2000  |
| 6  | HANDS              | 26 августа 2003  |
| 7  | GlobeSounds        | 13 июня 2006     |
| 8  | Light Speed+       | 11 сентября 2010 |
| 9  | All in the Silence | 26 сентября 2012 |
| 10 | Loved One          | 16 апреля 2014   |
| 11 | KENTOVERSE         | 21 декабря 2021  |

### Музыкальный фильм
|   | Название      | Дата выпуска   |
| 1 | Godsend Rondo | 11 ноября 2011 |

## Другие работы

### Альбом
| Год  | Название      | Исполнитель  | В качестве              |
| ---- | ------------- | ------------ | ----------------------- |
| 2016 | Free Yourself | Хироко Цудзи | Исполнительный продюсер |

## Награды и номинации
| Год  | Награда                                | Номинируемая работа   | Категория                              | Результат |
| ---- | -------------------------------------- | --------------------- | -------------------------------------- | --------- |
| 2010 | International Songwriting Competition  | «Tree»                | Инструментальная музыка                | Победа    |
| 2012 | International Songwriting Competition  | «Externalnet»         | Инструментальная музыка                | Номинация |
| 2012 | International Songwriting Competition  | «Tree»                | Инструментальная музыка                | Победа    |
| 2013 | International Songwriting Competition  | «Tree»                | Инструментальная музыка                | Номинация |
| 2014 | International Songwriting Competition  | «Oath Path»           | Инструментальная музыка                | Победа    |
| 2014 | International Songwriting Competition  | «Addicted»            | Инструментальная музыка                | Номинация |
| 2014 | International Songwriting Competition  | «Tree»                | Инструментальная музыка                | Номинация |
| 2015 | Hollywood Music in Media Awards        | «Tree»                | Оригинальная музыка                    | Номинация |
| 2015 | Global Music Awards                    | «Addicted»            | Оригинальная музыка                    | Победа    |
| 2015 | Global Music Awards                    | «Loved One»           | Лучший альбом                          | Победа    |
| 2016 | American Songwriting Awards            | «Oath Path»           | Инструментальная музыка                | Номинация |
| 2016 | American Songwriting Awards            | «Tree»                | Оригинальная музыка                    | Номинация |
| 2016 | Hollywood Music in Media Awards        | «Addicted»            | Джаз                                   | Номинация |
| 2016 | Akademia Music Awards                  | «Loved One»           | Инструментальная музыка                | Победа    |
| 2017 | Accolade Global Film Competition       | «Godsend Rondo»       | Искусство, культура, перформанс, пьесы | Победа    |
| 2017 | Best Shorts Competition                | «Godsend Rondo»       | Искусство, культура, перформанс, пьесы | Победа    |
| 2017 | Los Angeles Film Awards                | «Godsend Rondo»       | Музыкальный видеоклип                  | Победа    |
| 2017 | Festigious International Film Festival | «Godsend Rondo»       | Музыкальный видеоклип                  | Победа    |
| 2017 | Top Shorts Film Festival               | «Godsend Rondo»       | Музыкальный видеоклип                  | Победа    |
| 2017 | New York Film Awards                   | «Godsend Rondo»       | Музыкальный видеоклип                  | Победа    |
| 2017 | Hollywood Music in Media Awards        | «Little Tokyo Poetry» | Инструментальная музыка                | Номинация |
| 2017 | Actors Awards Los Angeles              | «Godsend Rondo»       | Музыкальный видеоклип                  | Победа    |
| 2022 | Song of the Year                       | «Addicted»            | Инструментальная музыка                | Победа    |

## Личная жизнь
Кенто Масуда женат на Ане Алине Масуде. Их официальный брак состоялся 28 октября 2022 года в Японии. Организатором мероприятия выступил г-н Сейити Сугасава, дядя Кенто Масуды и владелец компании Marumiya. Торжественная свадебная церемония пройдет в канун Рождества 2023 года в церкви Св. Франциско в Тибе, а прием для гостей будет организован в отеле Nikko Narita, который расположен недалеко от международного аэропорта Нарита (NRT).
История любви Кенто Масуды и Аны Алины Масуды началась осенью 2020 года. Кенто Масуда, размышляя об их первой встрече, охарактеризовал ее как «встречу душ, которые искали друг друга и долго ждали». Их связь, как он уточнил, коренится в «родстве и сопереживании, учуянном тонкими нитями души».
Их история приобрела особое значение на фоне глобальной пандемии COVID-19, когда пара описала свои отношения как «виртуальную совместную жизнь, которая преодолела географическое расстояние между Японией и Европой». Когда международные границы начали вновь открываться, Ана Алина Масуда отправилась в первый международный рейс из Европы в Японию. Всего через шесть дней после ее прибытия в Японию пара обменялась клятвами, подтвердив свою глубокую приверженность друг другу.
В соответствии с национальным законодательством Италии Ана Алина Масуда была удостоена титула Ее Высочества графини Аны Алины Масуда при вступлении в международный брак с Кенто Масудой в Японии.